# Roy Keane
Roy Maurice Keane (n. 10 august 1971 în  Cork, Irlanda) este un fost jucător și actual antrenor irlandez de fotbal. Ultima dată a antrenat echipa engleză Sunderland A.F.C..
Postul său a fost cel de mijlocaș central și a jucat 12 ani la Manchester United, fiind căpitan al acestei echipe timp de 8 ani. A mai activat la Cobh Ramblers, în Irlanda, Nottingham Forest în Anglia, și și-a încheiat cariera de 17 ani la Celtic în Scoția.

## Cobh Ramblers
Deși părea a fi o tânără speranță, o carieră în fotbal era nesigură. A fost respins la un trial organizat la Dublin pentru echipa de copii a Irlandei, din cauză că era prea mic fizic pentru vârsta lui. A început să aplice pentru trialuri la diverse cluburi din Anglia, însă a fost respins de toate.  În 1989 a semnat cu un club semi-profesionist irlandez, Cobh Ramblers, convins de managerul echipei de tineret a acestui club, Eddie O'Rourke. Aici a evoluat rapid, jucând atât pentru echipa de tineret, cât și pentru prima echipă, din această cauză ajungând să joace și de două ori în același weekend. Într-un meci important din Cupa Irlandei la tineret, Roy a atras atenția unui reprezentant al clubului Nottingham Forest, care l-a invitat să participe la un trial în Anglia. Acolo l-a impresionat pe managerul echipei, Brian Clough, iar în vara anului 1990 Nottingham a ajuns la o înțelegere cu cei de la Cobh Ramblers pentru suma de 47000 £.

## Nottingham Forest
Deși fericit că a semnat cu un mare club, viața în Nottingham i s-a părut lui Keane dificilă din cauza lipsei familiei. Primele meciuri la Forest le-a jucat pentru echipa U-21 în timpul unui turneu din inter-sezon, în Olanda. În finala turneului, împotriva celor de la Haarlem, în care s-a ajuns până la efectuarea loviturilor de la 11 metri, el a înscris penalty-ul decisiv. Astfel a ajuns să evolueze regulat în echipa de tineret-rezerve.  
Debutul în echipa mare a avut loc într-un meci cu Liverpool FC, la începutul sezonului 1990-1991, iar evoluția lui bună de atunci l-a făcut pe Clough să-l utilizeze din ce în ce mai des. Primul său gol l-a înscris împotriva celor de la Sheffield United, iar în 1991 era deja titular, luându-i locul în prima echipă internaționalului englez, Steve Hodge.
Keane a început să atragă atenția cluburilor de top din Anglia, iar în 1992, managerul clubului Blackburn Rovers, Kenny Dalglish, a vorbit cu fotbalistul despre posibilitatea unei mutări la sfârșitul sezonului. Cum Forest se chinuia în prima ligă, Keane a negociat un contract care includea o clauză de reziliere în caz de retrogradare. Nottingham a retrogradat, clauza s-a activat, iar Keane a acceptat să semneze un contract cu Blackburn. Au existat speculații că Roy ar putea semna cu Arsenal Londra, care îi căuta un înlocuitor lui Paul Davis.
Dar cu o zi înaintea semnării contractului cu Blackburn, Keane a fost contactat de managerul lui Manchester United, Alex Ferguson, care l-a convins să renunțe la înțelegere. Două săptămâni mai târziu, jucătorul a semnat cu Manchester United pentru 3.75 milioane £, un record de transfer la acea dată în Marea Britanie.

## Manchester United
În ciuda sumei mari de transfer, lui Keane nu i s-a dat nicio garanție că va evolua în prima echipă. Bryan Robson și Paul Ince formau un cuplu puternic la mijlocul terenului ajutând-o pe United să ia primul titlu după 26 de ani. Însă Robson avea deja 36 de ani și se afla la final de carieră, în plus o serie de accidentări l-au ținut departe de gazon la începutul sezonului 1993-1994. Keane a profitat de șansa oferită înscriind de două ori la debutul său pe teren propriu împotriva celor de la Sheffield United, iar trei luni mai târziu a dat golul decisiv în derby-ul orașului Manchester. S-a impus ca titular în echipa lui Alex Ferguson, iar la finalul sezonului a câștigat primul trofeu din carieră când United și-a păstrat titlul în Premier League. Două săptămâni mai târziu a ajutat echipa să câștige finala Cupei Angliei cu 4-0, împotriva lui Chelsea Londra, aducând clubului prima dublă din istoria sa.
Sezonul următor a fost însă o dezamăgire, United pierzând atât campionatul cât și Cupa Angliei. Keane a primit și primul său cartonaș roșu în semifinala Cupei împotriva lui Crystal Palace, pentru care a fost suspendat trei meciuri și a plătit o amendă de 5000 £, acesta fiind primul semn al comportamentului său vulcanic.
Vara lui 1995 a fost una a schimbării la Manchester United, atunci Ince a plecat la Internazionale Milano, atacantul Mark Hughes la Chelsea Londra, iar Andrei Kanchelskis a fost vândut la Everton. La echipă au fost aduși jucători mai tineri, ca David Beckham, Nicky Butt și Paul Scholes, Roy Keane ajungând astfel cel mai experimentat jucător de la mijlocul terenului. Deși sezonul 1995-1996 a început mai greu, United a reușit să câștige titlul. A doua dublă a lui Keane la Manchester a venit când echipa a câștigat cea de-a noua Cupă a Angliei, învingând în finală pe Liverpool FC cu 1-0.
În sezonul care a urmat, Keane a suferit o serie de accidentări la genunchi, dar a fost și suspendat de mai multe ori. A primit un cartonaș galben important în prima rundă a semifinalei cu Borussia Dortmund din Champions League, neputând să joace în manșa secundă, pe Old Trafford. United a pierdut ambele meciuri cu 1-0, dar a câștigat titlul în Anglia câteva zile mai târziu.
După retragerea neașteptată a lui Eric Cantona, Roy Keane a preluat banderola de căpitan, deși a ratat mare parte din sezonul 1997-1998 din cauza unei accidentări a ligamentelor încrucișate în etapa a noua. Deși Manchester United a avut la un moment dat 11 puncte avans față de Arsenal, a pierdut titlul în acel an.
Temerile că accidentarea suferită o să-i afecteze calitatea jocului au fost disipate în sezonul 1998-1999 când Roy s-a întors ca și căpitan al echipei care câștigat tripla: Champions League, campionatul Angliei și Cupa Angliei. Unul din cele mai bune meciuri făcute de el a fost manșa a doua a semifinalei cu Juventus Torino, când și-a ajutat echipa să revină și să câștige cu 3-2. A înscris cu capul golul revenirii, apoi și-a împins coechipierii cu fiecare ocazie. Acest meci de la Torino e considerat cel mai bun joc făcut de Roy Keane în întreaga sa carieră. Însă la începutul acelei partide, a primit un cartonaș galben pentru un fault la Zinedine Zidane care l-a făcut să rateze finala în care Manchester a învins pe Bayern München cu 2-1, pe Nou Camp. Faptul că a stat departe de gazon la un meci atât de important a fost descris de către Keane drept cea mai rea experiență fotbalistică a sa. Tot în acel an, el a înscris singurul gol în victoria cu 1-0 împotriva celor de la  Palmeiras în finala Cupei Intercontinentale.
În acea vară au avut loc mai multe runde de negocieri contractuale, Keane a refuzat prima ofertă a lui United în valoare de 2 milioane £ pe an și au apărut zvonuri că fotbalistul s-ar putea transfera în Italia. Dar clubul englez a hotărât să-i îndeplinească cerințele la mijlocul sezonului 1999-2000 și astfel s-a semnat un nou contract conform căruia Keane urma să rămână la Manchester până în 2004. Câteva zile mai târziu a înscris golul victoriei în meciul cu Valencia CF din Champions League, dar United a fost eliminată de Real Madrid în sferturile de finală, în parte din cauza unui autogol al lui Keane în a doua manșă. La sfârșitul acelui sezon, Manchester United a câștigat al șaselea titlu din ultimii opt ani, iar el a fost votat fotbalistul anului de către Asociația Fotbaliștilor Profesioniști din Anglia, dar și de către jurnaliștii englezi (Football Writers' Association).
A urmat o perioadă de controverse și suspendări. După un meci din Liga Campionilor, acasă cu Dinamo Kiev, a acuzat suporterii lui United că vin la stadion ca să mănânce și să bea, si nu știu nici măcar să scrie cuvântul fotbal, cu atât mai puțin îl pot înțelege. În 2001, în derby-ul orașului Manchester, Keane a fost eliminat cu 5 minute înainte de final pentru un fault evident la norvegianul  Alf-Inge Håland. Inițial a fost suspendat trei meciuri și a plătit o amendă de 5000 £, însă pedeapsa a fost mărită după apariția autobiografiei lui Keane, în august 2002, în care a recunoscut că a vrut să-l rănească pe Håland. În urma investigației, Federația Engleză de Fotbal l-a mai suspendat 5 etape și l-a amendat cu încă 150 000 £.
În august 2002, Keane a fost amendat de Ferguson cu 150 000 £ și a fost suspendat trei meciuri pentru un fault asupra jucătorului lui Sunderland, Jason McAteer, la care s-au adăugat cele cinci etape pentru faltul la Håland. Keane s-a folosit de această pauză pentru a face o operație la șold și deși au existat temeri că această problemă va duce la retragerea sa, fotbalistul s-a întors pe teren în decembrie.
Keane a condus-o pe Manchester United la câștigarea a nouă trofee, fiind cel mai de succes căpitan din istoria clubului. A înscris al 50-lea său gol pentru această echipă pe 5 februarie 2005, în meciul de campionat cu Birmingham City. A jucat pentru a șaptea oară o finală de Cupă a Angliei în 2005, un record în fotbalul englez, când United a pierdut la penalty-uri în fața lui Arsenal. Keane mai deține un record, cel de cele mai multe cartonașe roșii primite, 13 în întreaga carieră. A fost introdus în Hall of Fame-ul fotbalului din Anglia în 2004, ca o recunoaștere a impactului de necontestat pe care l-a avut asupra fotbalului din această țară, fiind singurul irlandez care apare în FIFA 100, o listă a celor mai buni fotbaliști în viață, întocmită de Pelé.

### Plecarea de la Manchester United
Keane a părăsit pe Manchester United în mod neașteptat cu acordul ambelor părți, la 18 noiembrie 2005. În acea perioadă se afla într-o pauză forțată de o accidentare cauzată de un fault al lui Luis Garcia în meciul cu Liverpool. Plecarea sa a marcat nivelul cel mai înalt al neînțelegerilor dintre conducerea clubului și jucători, care au început în timpul pregătirilor dinaintea sezonului, efectuate în Portugalia. Atunci Keane i-a reproșat lui Ferguson calitatea proastă a locului ales pentru antrenamente. Ferguson a fost enervat și când irlandezul a declarat într-un interviu pentru postul de televiziune al lui Manchester United, MUTV, că este pregătit să joace în altă parte, după încheierea contractului cu United, la sfârșitul sezonului.
O altă apariție a lui Keane la MUTV a provocat și mai multe controverse, când după un meci pierdut cu  4-1 în fața lui Middlesbrough FC la începutul lunii noiembrie, a criticat jocul colegilor săi, John O'Shea, Allan Smith, Kieran Richardson și Darren Fletcher. Însă cele mai dure critici le-a avut pentru Rio Ferdinand, pe care l-a acuzat că se crede un superstar doar pentru că e plătit cu 120 000 £ pe săptămână și a jucat bine 20 de minute cu Tottenham FC.
Două săptămâni mai târziu, după încă o ceartă cu Sir Alex Ferguson, Keane a ajuns la o înțelegere cu United și a părăsit clubul cu efect imediat pentru a putea semna pe termen lung cu o altă echipă. I-a fost oferit un meci de retragere, ca recunoaștere a celor 12 ani și jumătate petrecuți la United, iar managerul Ferguson și directorul general David Gill, i-au urat noroc în viitor. La data de 15 decembrie 2005, Keane a fost anunțat ca jucător al lui Celtic Glasgow, echipă al cărei suporter a fost în copilărie, după ce a semnat un contract în valoare de 40 000 £ pe săptămână.
Mai târziu United a anunțat că meciul de retragere va avea loc pe Old Trafford, la 9 mai 2006, între Manchester United și Celtic. Echipa gazdă a câștigat cu 1-0, iar Keane a jucat prima repriză pentru Celtic, iar cea de-a doua ca și căpitan al lui Manchester United. Au fost prezenți 69 591 de spectatori, cea mai mare audiență la un meci de retragere în Anglia. Toate câștigurile obținute în urma acestui meci au fost donate organizației de caritate preferate a lui Keane, care se ocupă cu antrenarea câinilor-ghid pentru orbi.

## Celtic
Cariera lui Keane la Celtic a început prost în ianuarie 2006, când giganții din Glasgow au fost învinși cu 2-1 de către mult mai slab cotata Clyde în turul al treilea al Cupei Scoției. Irlandezul a înscris singurul gol al său pentru Celtic o lună mai târziu în meciul de campionat cu Falkirk. O săptămână mai târziu a fost ales omul meciului în primul său derby cu Glasgow Rangers FC. Celtic a câștigat dubla în 2006, campionatul și Cupa Scoției, acestea fiind ultimele trofee din cariera de jucător a lui Roy Keane.
La data de 12 iunie 2006, Keane și-a anunțat retragerea din fotbalul profesionist, din motive medicale, la doar șase luni de la venirea la Celtic.

## Cariera internațională
Lui Keane nu i-a plăcut modul de organizare și pregătire al echipei naționale a Irlandei încă de când a fost convocat pentru prima oară la naționala U-21 pentru un meci împotriva Turciei, în 1991. Și-a menținut această părere pe timpul întregii cariere internaționale, ceea ce a dus la numeroase certuri cu conducerea Federației și cu selecționerii. S-a declarat indisponibil pentru un meci cu Algeria, dar selecționerul Jack Charlton i-a spus că nu va mai juca niciodată pentru Irlanda dacă nu se prezintă la lot. În ciuda amenințării, Keane a ales să rămână acasă, la sfatul managerului lui Nottingham Forest, Brian Clough, dar un an mai târziu a fost convocat din nou pentru un meci amical. După mai multe prezențe în națională, a ajuns să fie nemulțumit de stilul de joc impus de Charlton, care se baza mai puțin pe calitățile individuale ale jucătorilor, și mai mult pe pressing și pe jocul direct. Tensiunile dintre cei doi au atins punctul maxim în timpul unui cantonament din Statele Unite, când Charlton l-a mustrat aspru pe Keane după ce a băut cu colegul său Steve Staunton și s-a întors foarte târziu.
Keane a fost inclus în lotul național pentru Campionatul Mondial din Statele Unite ale Americii din 1994, și a jucat în toate meciurile, inclusiv în victoria cu 1-0 împotriva favoritei turneului, viitoarea finalistă Italia. Deși a fost eliminată în optimile de finală de către Olanda, acest turneu final a fost considerat unul de succes pentru Irlanda, iar Keane a fost declarat cel mai bun jucător al naționalei sale. Însă Keane a considerat că participarea Irlandei la acea Cupă Mondială a fost o dezamăgire și că nu era nimic de sărbătorit, întrucât au obținut foarte puțin.
Roy a ratat multe meciuri cruciale din campania de calificare pentru Campionatul Mondial din Franța, din 1998, din cauza unei accidentări la genunchi, dar s-a întors în funcția de căpitan în meciurile de calificare pentru Euro 2000, calificare pierdută de Irlanda la baraj, în fața Turciei. Însă s-a calificat la Campionatul Mondial din 2002, sub conducerea unui nou selecționer, Mick McCarthy și după o serie de meciuri foarte bune făcute de Keane. În această campanie de calificare, Irlanda a reușit să rămână neînvinsă, atât acasă, cât și în deplasare, în fața Portugaliei și Olandei, chiar învingând-o pe ultima, cu 1-0, pe Lansdowne Road.

### Incidentul Saipan
Federația Irlandeză a ales insula Saipan din Oceanul Pacific ca bază de antrenament pentru echipa națională la Cupa Mondială din Japonia și Coreea de Sud. În timpul primului antrenament, Keane s-a declarat nemulțumit de condițiile de pregătire, a fost enervat de întârzierea echipamentelor și de calitatea terenului. După o ceartă cu antrenorul de portari, Packie Bonner și cu colegul Alan Kelly,  în cea de-a doua zi de antrenamente, Keane a anunțat că vrea să se întoarcă acasă la Manchester din cauza condițiilor improprii de pregătire. McCarthy l-a convins însă să rămână până la finalul turneului.
Deși problemele păreau să fi dispărut pentru un timp, lucrurile n-au făcut decât să se înrăutățească.  Keane a acordat un interviu ziarului "Irish Times", în care a vorbit despre nemulțumirile sale legate de condițiile de pregătire și despre evenimentele care l-au făcut să vrea să părăsească lotul. McCarthy a fost jignit de declarațiile lui Keane și în fața întregii echipe i-a cerut explicații. Roy n-a dat înapoi, susținând că n-a spus decât adevărul și că fanii irlandezi meritau să știe ce se întâmplă. Apoi a început un atac verbal asupra lui McCarthy care a cauzat mari controverse în societatea irlandeză. Niciunul dintre coechipierii săi nu l-a susținut în timpul confruntării, deși unii s-au declarat de acord cu el în privat. Veteranii Niall Quinn și Steve Staunton au fost de partea lui McCarthy în timpul unei conferințe de presă la scurt timp după eveniment. La aceeași conferință de presă, McCarthy a anunțat că Roy Keane a fost înlăturat de la echipă și trimis acasă.

### Întoarcerea la națională
Mick McCarthy a demisionat din funcția de selecționer al Irlandei în noiembrie 2002 după înfrângerile în fața Rusiei și Elveției în meciurile de calificare pentru Euro 2004. Astfel a apărut posibilitatea reîntoarcerii lui Keane pentru meciurile rămase, din moment ce el nu se retrăsese din cariera internațională și a spus de multe ori că stă departe de echipa națională doar din cauza lui McCarthy. Înlocuitorul lui McCarthy, Brian Kerr, a discutat cu Keane, iar în aprilie 2004, acesta a fost rechemat la echipă pentru meciul împotriva României. Keane nu a mai fost căpitan, banderola fiind păstrată de Kenny Cunningham. După ce echipa națională a pierdut calificarea pentru Campionatul Mondial din 2006, Keane și-a anunțat retragerea din fotbalul internațional pentru a-și putea prelungi cariera la nivel de club.

## Antrenorat
Keane și-a început cariera de antrenor la Sunderland, în Liga a doua engleză, aici reîntâlnindu-se cu  Niall Quinn, care era președinte al clubului și fusese manager înainte de venirea lui Keane. Deși cei doi s-au aflat în tabere diferite în timpul incidentului Saipan, la Sunderland s-au arătat a fi în relații bune.
Keane a semnat pe trei ani imediat după victoria lui Sunderland cu West Bromwich Albion, la 28 august, prima victorie din noul sezon, după 4 înfrângeri consecutive sub conducerea temporară a lui Niall Quinn. A făcut noi achiziții, nu mai puțin de 6 jucători fiind aduși în ultima zi de transferuri. Cei mai importanți jucători noi au fost Dwight Yorke și Liam Miller, foștii săi colegi de la Manchester United, împreună cu foștii colegi de la Celtic, Ross Wallace și Stanislav Varga, dar și Graham Kavanagh și David Connolly, de la Wigan Athletic.
Primele două meciuri ale lui Keane ca manager au fost două victorii, cu Derby County (2-1) și cu Leeds United (3-0). În iarnă, când echipa se afla deja în prima jumătate a clasamentului, au mai fost aduși 7 jucători. Rezultatele n-au întârziat să apară, iar Keane a fost numit managerul lunii în februarie și martie.
La 29 aprilie Sunderland a promovat în Premier League împreună cu Birmingham City, iar Keane a fost desemnat Managerul Anului în liga a doua.
Însă echipei nu i-a mers prea bine în Premier League, deși a fost apreciată pentru spiritul de luptă insuflat de Keane. Punctul cel mai de jos al sezonului a fost atins când au fost învinși de Everton cu 7-1 pe Goodison Park. În a doua parte a campionatului a avut loc revenirea, echipa reușind să adune mai multe puncte, în special pe teren propriu. Cu două etape înainte de final, Sunderland și-a asigurat rămânerea în prima divizie, prin victoria cu Middlesbrough. Keane a continuat să aducă jucători de la Manchester United, împrumutându-i pe Kieran Richardson, Paul McShane, Danny Higginbotham, Phil Bardsley și Jonny Evans. A implementat și reguli stricte de disciplină, un exemplu fiind punerea pe lista de transferuri a lui Liam Miller, unul dintre cei mai constanți jucători ai echipei, din cauză că întârzia mereu la antrenamente.
Keane și-a manifestat din nou nemulțumirea în legătură cu modul de selecție în echipa națională a Irlandei, declarând că majoritatea jucătorilor sunt chemați în funcție de aparițiile în presă și că Liam Miller n-a fost convocat din cauză că este din Cork. A mai spus și că Federația Irlandeză nu este capabilă să-și gestioneze sarcinile.

## Viața personală
Keane este căsătorit din 1997 cu Theresa Doyle, nunta având loc la Mayfield, Cork. Cei doi s-au cunoscut în 1992, pe când ea era asistenta unui dentist, iar el juca la Nottingham Forest. Împreună au cinci copii: Shannon, Caragh, Aidan, Leah și Alanna.